# ۷۷ (عدد)
۷۷ (عدد)
۷۷(هفتاد و هفت) یک عدد طبیعی است که بعد از ۷۶ و قبل از ۷۸ قرار دارد.

## در علم
- عدد اتمی ایریدیوم